# Gäddtjärnarna (Bjurholms socken, Ångermanland, 710336-165670)
Gäddtjärnarna är en sjö i Bjurholms kommun i Ångermanland och ingår i Öreälvens huvudavrinningsområde.